# Élément de lien canonique
 (mars 2022).
La mise en forme du texte ne suit pas les recommandations de Wikipédia : il faut le « wikifier ».
Les points d'amélioration suivants sont les cas les plus fréquents. Le détail des points à revoir est peut-être précisé sur la page de discussion.
- Les titres sont pré-formatés par le logiciel. Ils ne sont ni en capitales, ni en gras.
- Le texte ne doit pas être écrit en capitales (les noms de famille non plus), ni en gras, ni en italique, ni en « petit »…
- Le gras n'est utilisé que pour surligner le titre de l'article dans l'introduction, une seule fois.
- L'italique est rarement utilisé : mots en langue étrangère, titres d'œuvres, noms de bateaux, etc.
- Les citations ne sont pas en italique mais en corps de texte normal. Elles sont entourées par des guillemets français : « et ».
- Les listes à puces sont à éviter, des paragraphes rédigés étant largement préférés. Les tableaux sont à réserver à la présentation de données structurées (résultats, etc.).
- Les appels de note de bas de page (petits chiffres en exposant, introduits par l'outil «  Source ») sont à placer entre la fin de phrase et le point final[comme ça].
- Les liens internes (vers d'autres articles de Wikipédia) sont à choisir avec parcimonie. Créez des liens vers des articles approfondissant le sujet. Les termes génériques sans rapport avec le sujet sont à éviter, ainsi que les répétitions de liens vers un même terme.
- Les liens externes sont à placer uniquement dans une section « Liens externes », à la fin de l'article. Ces liens sont à choisir avec parcimonie suivant les règles définies. Si un lien sert de source à l'article, son insertion dans le texte est à faire par les notes de bas de page.
- La présentation des références doit suivre les conventions bibliographiques. Il est recommandé d'utiliser les modèles {{Ouvrage}}, {{Chapitre}}, {{Article}}, {{Lien web}} et/ou {{Bibliographie}}. Le mode d'édition visuel peut mettre en forme automatiquement les références.
- Insérer une infobox (cadre d'informations à droite) n'est pas obligatoire pour parachever la mise en page.

Pour une aide détaillée, merci de consulter Aide:Wikification.
Si vous pensez que ces points ont été résolus, vous pouvez retirer ce bandeau et améliorer la mise en forme d'un autre article.
Un élément de lien canonique est un élément HTML qui aide les webmasters à éviter les problèmes de contenu dupliqué dans l'optimisation des moteurs de recherche (SEO) en spécifiant la version "canonique" ou à favoriser pour l'indexation d'une page Web. Il est décrit dans la RFC 6596, qui a été mise en ligne en avril 2012,.

## Objectif
Un problème majeur pour les moteurs de recherche est de déterminer la source d'origine des documents disponibles sur plusieurs URL. La duplication de contenu peut se produire de plusieurs manières, notamment :
- Duplication à la suite de l'utilisation de paramètres GET dans les urls
- Duplication avec plusieurs URL à cause du CMS
- Duplication due à l'accessibilité sur différents hôtes/protocoles (avec ou sans www, version http et https)
- Duplication due aux versions imprimées des pages des sites Web proposant ce type de fonctionnalité

Des problèmes de contenu en double se produisent lorsque le même contenu est accessible à partir de plusieurs URL. Par exemple,http://www.example.com/page.html serait considéré par les moteurs de recherche comme une page entièrement différente de http://www.example.com/page.html?parameter=1, même si les deux URL peuvent faire référence au même contenu,.
En février 2009, Google, Yahoo et Microsoft ont annoncé la prise en charge de l'élément de lien canonical, qui peut être inséré dans la section < head > d'une page Web, pour permettre aux webmasters d'éviter ces problèmes. L'élément de lien canonique aide les webmasters à indiquer clairement aux moteurs de recherche quelle page doit être créditée comme l'original.

## Comment les moteurs de recherche gèrent rel="canonical"
Les moteurs de recherche essaient d'utiliser les balises de liens canoniques comme filtre d'analyse pour leurs résultats de recherche. Si plusieurs URL contiennent le même contenu dans le jeu de résultats, les balises d'URL de lien canonique seront probablement utilisées pour déterminer la source originale du contenu. "Par exemple, lorsque Google trouve des instances de contenu identiques, il décide d'en montrer une. Son choix de la ressource à afficher dans les résultats de recherche dépendra de la requête de recherche." 
D'après Google, l'élément de lien canonique rel="canonical" n'est pas une directive imposée, mais c'est clairement un indice que l'algorithme de positionnement suivra fortement.
Alors que l'élément de lien canonique a ses avantages, Matt Cutts, alors responsable de l'équipe de spam Web de Google, a déclaré que le moteur de recherche préférait l'utilisation de redirections 301. Cutts a déclaré que la préférence pour les redirections est due au fait que les robots d'indexation de Google peuvent choisir d'ignorer un élément de lien canonique s'ils jugent plus avantageux de le faire.

## Implémentation technique

### Balise sémantique
L'élément de lien canonique peut être soit utilisé dans le code HTML  <head> de la page soit envoyé avec l' en-tête HTTP d'un document. Pour les documents non HTML, l'en-tête HTTP est une autre façon de définir une URL canonique,.
Selon la norme HTML 5, l'élément <link rel="canonical" href="http://example.com/"> HTML doit se trouver dans la section <head> du document.

## Exemples

### HTML
Voici un exemple de code HTML qui utilise la balise rel=canonical à l'intérieur de la section <head> . Le code peut être utilisé sur une page telle que https://example.com/page.php?parameter=1 pour indiquer aux moteurs de recherche que https://example.com/page.php est la version originale de la page Web.
```
<!DOCTYPE html>

<
html
>

<
head
>

 
<
link
 
rel
=
"canonical"
 
href
=
"https://example.com/page.php"
>

</
head
>

<
body
>

... 

</
body
>

</
html
>

```

### HTTP
```
HTTP
/
1.1
 
200
 
OK

Content-Type
:
 
application/pdf

Link
:
 
<https://example.com/page.php>; rel="canonical"

Content-Length
:
 
4223

...

```